# ZrT TrackMania Cup
La ZrT TrackMania Cup (également TrackMania Cup, ZrT Cup ou ZeratoR Cup) est une compétition internationale d'esport annuelle sur le jeu TrackMania (anciennement sur TrackMania²: Stadium). La compétition est lancée et organisée par le streameur français ZeratoR en 2013, un peu « comme une blague » selon ses propres déclarations.
Si les trois premières éditions ont lieu uniquement en streaming, la compétition devient en 2016 un véritable spectacle en jouant les phases finales devant un public au Grand Rex à Paris. Devant le succès de cette première édition en salle, la compétition revient dans différentes salles, l'année suivante au Centre de Congrès de Lyon puis aux Zéniths de Toulouse en 2018 et Strasbourg en 2019.
L'édition 2020 de la compétition, initialement prévue à l'Accor Arena, se déroule intégralement en ligne sur Twitch fin juillet 2020 en raison de la pandémie de Covid-19. ZeratoR annonce par la suite le report de l'édition à l'Accor Arena au 29 mai 2021, avant d'avoir à la décaler une nouvelle fois au 4 juin 2022 ; une autre édition entièrement en ligne est donc organisée en juillet 2021.
Au terme de l'édition 2022, ZeratoR annonce que cette compétition ne devrait plus être reconduite sous ce format.

## Origine et spécificités
La ZrT TrackMania Cup est une compétition créée par le streameur et vidéaste ZeratoR, qui considère les compétitions de TrackMania « un peu molles » et qu'il n'y a pas assez de fun. Il décide alors en 2013 de créer sa propre compétition, « faire de l'e-sport comme il l'aime », dans le but de se démarquer de celles déjà existantes tels que les championnats du monde de TrackMania.
ZeratoR concède qu'il n'est pas un concepteur de métier, donc les circuits qu'il élabore sont très différents des niveaux habituellement rencontrés durant les compétitions sur ce jeu. Elles comportent différents pièges et des obstacles qui perturbent les joueurs. La ZrT TrackMania Cup propose une grande diversité de styles (dirt, pathfinding, rpg, eau...) dont l’objectif est d'assurer le spectacle. Si la ZrT TrackMania Cup est une compétition électronique, ZeratoR cherche avant tout à proposer un spectacle divertissant. Toutefois, afin d'attirer les professionnels de TrackMania, ZeratoR décide de mettre une somme d'argent à la clé pour le vainqueur de la compétition. Celle-ci, qui est de 1 000 euros lors de la première édition en 2013, augmente à chaque édition et suit le montant correspondant à l'année (exemple : le cashprize en 2020 était de 2020€).

## Déroulement
ZeratoR construit tous les circuits en live sur Twitch, avant de les mettre à disposition des joueurs sur des serveurs en ligne pour que ceux-ci puissent s'entraîner avant les qualifications.
La compétition se déroule en deux parties. La phase de qualifications se déroule en ligne et la phase finale est jouée sur scène depuis la TrackMania Cup #4 dans une salle en France,,. Les qualifications se déroulent en plusieurs rounds, éliminant au fur et à mesure les joueurs les moins rapides, pour finalement qualifier les meilleurs d'entre-eux en phases finales. Celles-ci comprennent les deux demi-finales et la finale. Lors des phases finales, certains rounds comportent des défis pour compliquer la compétition et assurer le spectacle. Il y en a trois par compétition et sont en général annoncés au moment des qualifications.
Le principe de la compétition est de terminer chaque round avec le plus de points possibles afin d'accéder au tour suivant. Pour cela, les participants doivent terminer les circuits le plus rapidement possible, leur permettant d'obtenir un certain nombre de points en fonction de leur place dans le classement.
Les compétitions en public en salle sont produites par ZeratoR et ZQSD Productions.

## Historique

### Premières éditions
Les trois premières éditions, jusqu'en 2015, sont proposées au public uniquement en streaming.
La première édition de la ZrT TrackMania Cup qui se déroule le 13 octobre 2013 voit la victoire du néerlandais Koenz. Le canadien CarlJr remporte la seconde édition qui se déroule en mars 2015, et la troisième qui a lieu en décembre de la même année.

### Phases finales en public
Depuis 2016, les phases finales de la compétition sont aussi ouvertes au public dans différents lieux, par exemple au Grand Rex à Paris, l'année suivante au Centre de Congrès de Lyon, ou au Zénith de Toulouse en 2018,,.
La quatrième compétition en juin 2016, ZrT Trackmania Cup #4, réunit une salle pleine au Grand Rex à Paris, soit près de 2 000 spectateurs, et totalise près de 40 000 visionnages en ligne toutes vidéos confondues. L'espagnol officiant sous le pseudonyme JaviFlyer remporte cette édition.
L'année suivante en juillet 2017, 2 500 places de l'amphithéâtre 3000 à Lyon sont occupées, alors que près de 50 000 internautes regardent la finale en direct. En juin 2018 à Toulouse, 5 000 spectateurs se réunissent au Zénith et un pic légèrement inférieur à 70 000 connexions est observé en fin de finale sur la chaîne Twitch de ZeratoR,. Le canadien CarlJr, qui règne sur la discipline depuis plusieurs années, notamment fort de trois titres mondiaux obtenus consécutivement à l'ESWC de 2013, 2014 et 2015, remporte sa troisième puis sa quatrième couronne en dominant les éditions 2017 et 2018 de la compétition,.

### Épreuve en duo
La septième édition de la ZrT TrackMania Cup se déroule le 29 juin 2019 sur la scène du Zénith de Strasbourg. Jouée à l'origine en solo, la compétition se déroule dès lors à deux contre deux. Le duo de l'équipe Solary composé de CarlJr et du français Bren remporte cette édition.

### Édition à Bercy et pandémie de Covid-19

#### Annonce
Une huitième édition de la ZrT TrackMania Cup est annoncée à la fin de la ZrT Cup 2019. Elle est prévue pour le 13 juin 2020 dans la salle de l'Accor Arena (Palais omnisports de Paris-Bercy). ZeratoR souhaite au départ déjà organiser l'édition 2019 à Bercy, mais il s'y prend trop tard. Cette péripétie lui permet de bénéficier d'un délai plus agréable pour y préparer l'édition 2020. Lors de cette annonce, l'organisation dévoile espérer au moins 15 000 spectateurs, avec un minimum placé à 8 000, ce qui représente presque le double d'affluence par rapport à la compétition de 2019.

#### Pandémie de Covid-19
Le 13 avril 2020, ZeratoR annonce l'annulation de l'événement du 13 juin en raison de la pandémie de Covid-19, avant d’annoncer deux mois plus tard la tenue d'une édition online de la cup en juillet 2020 – à l'occasion de la sortie du nouveau jeu TrackMania – et le report probable de l’édition de Bercy à l'année 2021,. Cette édition en ligne, de nouveau en format solo, est remportée par le jeune joueur Gwen, détrônant CarlJr devant 140 000 spectateurs.
Le 24 juin 2020, ZeratoR annonce que l'événement aura lieu à l'Accor Arena le 29 mai 2021,, ; les restrictions sanitaires se prolongeant, le 15 mars 2021 cette date est une nouvelle fois repoussée, cette fois-ci au 4 juin 2022.

#### TrackMania Cup Online
À l'issue de la ZLAN, le 7 juin 2021, une TrackMania Cup Online intercalaire est annoncée pour le mois de juillet de la même année, destinée à remplacer ledit événement. Cette édition voit le retour d'un format en équipes, composées cette fois-ci de trois joueurs. Contrairement à ce qui était annoncé, ses phases finales ne se déroulent pas entièrement en ligne : un spectacle fermé au public est organisé dans un chapiteau au milieu d'un champ et accueille ZeratoR, une partie des joueurs (un par trio qualifié) et un public d'une centaine d'invités[réf. nécessaire] ; cette édition voit la victoire du trio constitué de Gwen, tenant du titre en solitaire, accompagné d'Aurel et Papou, deux habitués des phases finales de la compétition.

#### Finale à Bercy
Le 4 juin 2022, la TrackMania Cup de Bercy a finalement lieu 3 ans après avoir été annoncée. Le duo Affi et Gwen remportent la compétition devant 15 000 spectateurs présents dans la salle de l'AccorHotels Arena ainsi que 180 000 spectateurs en ligne sur Twitch,,. Cette finale marque également la fin de cette compétition annuelle, qui ne devrait plus être reconduite, d'après ZeratoR,. 

### Reconnaissance de l'évènement
À l'occasion de la finale à l'AccorHotels Arena de Bercy de la TrackMania Cup, le président de la République Emmanuel Macron a convié de nombreux acteurs de l'esport français à l'Élysée la veille de l'évènement afin de les féliciter.

## Évolution
Le 14 mai 2023, a la fin de la ZLan 2023, Zerator annonce le tournoi Ascension qui remplacera la Trackmania Cup en tant qu'évènement annuel. Ce tournoi se déroulera en 3 évènements (2 demi finales et 1 finale) et des jeux différents chaque année. 
Pour faciliter la transition, le tournoi Ascension 2023 se déroulera sur Trackmania.

## Tableaux récapitulatifs

### Éditions
| Édition | Nom                     | Phases finales   | Phases finales                   | Phases finales | Phases finales          | Prix    | Jeu                  | Réf.   |
| Édition | Nom                     | Date             | Lieu                             | Spectateurs    | Spectateurs             | Prix    | Jeu                  | Réf.   |
| Édition | Nom                     | Date             | Lieu                             | Sur place      | En ligne                | Prix    | Jeu                  | Réf.   |
| ------- | ----------------------- | ---------------- | -------------------------------- | -------------- | ----------------------- | ------- | -------------------- | ------ |
| 1       | ZrT TrackMania Cup #1   | 13 octobre 2013  | En ligne                         | En ligne       | 2 500[réf. nécessaire]  | 1 000 € | TrackMania²: Stadium | [ 27 ] |
| 2       | ZrT TrackMania Cup #2   | 7 mars 2015      | En ligne                         | En ligne       | 12 000[réf. nécessaire] | 1 000 € | TrackMania²: Stadium | [ 28 ] |
| 3       | ZrT Trackmania Cup #3   | 12 décembre 2015 | En ligne                         | En ligne       | 20 000[réf. nécessaire] | 1 000 € | TrackMania²: Stadium | [ 29 ] |
| 4       | ZrT Trackmania Cup #4   | 25 juin 2016     | Le Grand Rex, Paris              | 2 500          | 35 000                  | 2 000 € | TrackMania²: Stadium | ,      |
| 5       | ZrT TrackMania Cup 2017 | 1er juillet 2017 | Amphithéâtre 3000, Lyon          | 3 000          | 52 000                  | 2 017 € | TrackMania²: Stadium | ,      |
| 6       | ZrT TrackMania Cup 2018 | 30 juin 2018     | Zénith de Toulouse, Toulouse     | 5 000          | 75 000                  | 2 018 € | TrackMania²: Stadium | ,      |
| 7       | ZrT TrackMania Cup 2019 | 29 juin 2019     | Zénith de Strasbourg, Strasbourg | 7 700          | 95 000                  | 2 019 € | TrackMania²: Stadium | ,      |
| 8       | ZrT TrackMania Cup 2020 | 26 juillet 2020  | En ligne                         | En ligne       | 140 000                 | 2 020 € | Trackmania           | [ 38 ] |
| 9       | ZrT TrackMania Cup 2021 | 29 juillet 2021  | En ligne / Évènement privé       | 200            | 75 000                  | 2 021 € | Trackmania           | ,      |
| 10      | ZrT TrackMania Cup 2022 | 4 juin 2022      | Accor Arena, Paris               | 15 000         | 180 000                 | 2 022 € | Trackmania           | [ 17 ] |

1. ↑  Le prix indiqué est le cashprize total, réparti entre les quatre premières équipes (et entre les joueurs de ces équipes le cas échéant).
2. ↑  Le nombre indiqué correspond au pic de spectateurs simultanés (approximatif), pas au nombre de spectateurs uniques.
3. ↑  Un seul joueur sur place par équipe en raison de la Pandémie de Covid-19, spectateurs sur invitation uniquement.

### Palmarès
| Édition                 | Finalistes                                                                  | Finalistes                         | Finalistes                              | Finalistes                   | Arbre de tournoi | Réf.   |
| Édition                 | 1re place                                                                   | 2e place                           | 3e place                                | 4e place                     | Arbre de tournoi | Réf.   |
| ----------------------- | --------------------------------------------------------------------------- | ---------------------------------- | --------------------------------------- | ---------------------------- | ---------------- | ------ |
| ZrT TrackMania Cup #1   | Koenz (acer)                                                                | Marius89 (Awsomniac)               | Sandder (CMC)                           | DeviL (Logi X)               | NC               | [ 27 ] |
| ZrT TrackMania Cup #2   | CarlJr. (Dignitas)                                                          | Scrapie (Penta)                    | Wally (ЯTA)                             | Koenz (acer)                 | NC               | [ 28 ] |
| ZrT TrackMania Cup #3   | CarlJr. (Dignitas)                                                          | Bren (402)                         | Aurel (Lioncast)                        | Marius89 (euronics)          | Tableau          | [ 29 ] |
| ZrT TrackMania Cup #4   | JaviFlyer (ANE)                                                             | Bren (Dignitas)                    | CarlJr. (Dignitas)                      | Wally (ᐱИ∑)                  | Tableau          | [ 30 ] |
| ZrT TrackMania Cup 2017 | CarlJr. (expert)                                                            | Papou (eXeS)                       | Bren                                    | Revolution (M'nM)            | Tableau          | [ 2 ]  |
| ZrT TrackMania Cup 2018 | CarlJr. (zT)                                                                | Bren (zT)                          | Papou (Team GO)                         | Aurel (Team GO)              | Tableau          | [ 7 ]  |
| ZrT TrackMania Cup 2019 | CarlJr. & Bren (Solary)                                                     | Pac & Aurel (Team GO)              | Revolution & matt (Elementaries ESC)    | Papou & Cap (Team GO)        | Tableau          | [ 10 ] |
| ZrT TrackMania Cup 2020 | Gwen (GameWard)                                                             | CarlJr. (Solary)                   | Bren (Solary) / Aurel (Gamingprive.com) | (Pas de 4e place)            | Tableau          | [ 13 ] |
| ZrT TrackMania Cup 2021 | Équipe Papaleak : Gwen (GameWard), Aurel (Gamingprive.com)& Papou (Team GO) | Équipe BS+ : Glast, Snow & Dofault | Équipe MINT : Tjalic, Legu18 & Tricky   | (Finale entre trois équipes) | Tableau          | [ 40 ] |
| ZrT TrackMania Cup 2022 | Gwen (GameWard) & Affi (Team BDS)                                           | Snow & Glast                       | Acide & Yannex                          | Wosile & Otaaaq              | Tableau          | [ 41 ] |

### Bilan par joueur
Le tableau suivant présente le bilan par joueur ayant atteint au moins une fois la finale.
| Rang | Joueur     | Vainqueur | Finaliste | Troisième | Quatrième | Édition(s) gagnée(s)       | Finale(s) jouée(s) |
| ---- | ---------- | --------- | --------- | --------- | --------- | -------------------------- | ------------------ |
| 1    | CarlJr.    | 5         | 1         | 1         | -         | #2, #3, 2017, 2018 et 2019 | 7                  |
| 2    | Gwen       | 3         | -         | -         | -         | 2020, 2021, 2022           | 3                  |
| 3    | Bren       | 1         | 3         | 2         | -         | 2019                       | 6                  |
| 4    | Aurel      | 1         | 1         | 2         | 1         | 2021                       | 5                  |
| 5    | Papou      | 1         | 1         | 1         | 1         | 2021                       | 4                  |
| 6    | Koenz      | 1         | -         | -         | 1         | #1                         | 2                  |
| 7    | JaviFlyer  | 1         | -         | -         | -         | #4                         | 1                  |
| 7    | Affi       | 1         | -         | -         | -         | 2022                       | 1                  |
| 9    | Glast      | -         | 2         | -         | -         | -                          | 2                  |
| 9    | Snow       | -         | 2         | -         | -         | -                          | 2                  |
| 11   | Marius89   | -         | 1         | -         | 1         | -                          | 2                  |
| 12   | Scrapie    | -         | 1         | -         | -         | -                          | 1                  |
| 12   | Pac        | -         | 1         | -         | -         | -                          | 1                  |
| 12   | Dofault    | -         | 1         | -         | -         | -                          | 1                  |
| 15   | Wally      | -         | -         | 1         | 1         | -                          | 2                  |
| 15   | Revolution | -         | -         | 1         | 1         | -                          | 2                  |
| 17   | Sandder    | -         | -         | 1         | -         | -                          | 1                  |
| 17   | matt       | -         | -         | 1         | -         | -                          | 1                  |
| 17   | Tjalic     | -         | -         | 1         | -         | -                          | 1                  |
| 17   | Legu18     | -         | -         | 1         | -         | -                          | 1                  |
| 17   | Tricky     | -         | -         | 1         | -         | -                          | 1                  |
| 17   | Acide      | -         | -         | 1         | -         | -                          | 1                  |
| 17   | Yannex     | -         | -         | 1         | -         | -                          | 1                  |
| 24   | DeviL      | -         | -         | -         | 1         | -                          | 1                  |
| 24   | Cap        | -         | -         | -         | 1         | -                          | 1                  |
| 24   | Otaaq      | -         | -         | -         | 1         | -                          | 1                  |
| 24   | Wosile     | -         | -         | -         | 1         | -                          | 1                  |

### Interviews
1. 1 2 3 4  Paul Arrivé, « eSport - ZrT Trackmania Cup : « Pour moi, c'est d'abord un spectacle » », sur L'Équipe, 30 juin 2017.
2. 1 2  Millenium, « ZrT TrackMania Cup 2019 : retrouvez l'interview de ZeratoR » [vidéo], sur Millenium, 8 juillet 2019.
3. ↑  Brain De Geek, « L'interview de ZeratoR en exclusivité pour Brain de Geek », sur Brain De Geek, 27 juin 2016.
4. ↑  « Actualités - Carl-Jr, le champion du monde multirécidiviste », sur ESWC.

### Ressources secondaires
1. 1 2 3  Emmanuel Forsans, « Trackmania Cup #4 : 2 000 personnes attendues au Grand Rex », sur AFJV, 17 juin 2016.
2. 1 2 3 4 5  Alex de Laubier, « Trackmania : Succès pour ZeratoR et sa Trackmania Cup 2017 », sur Gameblog, 3 juillet 2017.
3. ↑  Jonthekiller, « [up] ZrT Cup #1 Koenz gagne! », sur Mania-actu.com, 14 octobre 2013.
4. ↑  Silver_, « ZeratoR Cup #2 : CarlJr vainqueur ! », sur Team aAa, 7 mars 2015.
5. ↑  Bubus, « ZeratoR Cup #3 : Carl Jr vainqueur », sur Team aAa, 12 décembre 2015.
6. 1 2  Bubus, « ZrT Cup : Le trophée pour JaviFlyer ! », sur Team aAa, 25 juin 2016.
7. 1 2 3  Paul Arrivé, « Esport : CarlJr remporte sa quatrième ZeratoR TrackMania Cup », sur L'Équipe, 1er juillet 2018.
8. ↑  Eva Martinello, « Trackmania : Un succès pour la Trackmania Cup de ZeratoR », sur Gameblog, 2 juillet 2018.
9. ↑  Rédaction, « Esport : Une septième ZrT TrackMania Cup annoncée à la fin de la ZLan », sur L'Équipe, 13 mai 2019.
10. 1 2 3 4  Paul Arrivé, « Esport : Solary remporte la ZeratoR TrackMania Cup, la prochaine édition à Bercy », sur L'Équipe, 29 juin 2019.
11. ↑  Benjamin Vanese, « Les finales de la Trackmania Cup online auront lieu le 26 juillet », sur Team aAa, 13 juin 2020 (consulté le 22 juin 2020)
12. ↑  « Zerator annonce la roadmap de sa Trackmania Cup Online », sur Millenium, 14 juin 2020 (consulté le 22 juin 2020)
13. 1 2  « Esport : Gwen remporte la ZeratoR Trackmania Cup », sur lequipe.fr, 26 juillet 2020 (consulté le 8 juin 2021)
14. ↑  « Esport : une nouvelle date pour la ZeratoR TrackMania Cup à Bercy - Esport », sur L'Équipe (consulté le 25 juin 2020)
15. ↑  « ZeratoR annonce la nouvelle date pour la Trackmania Cup - Trackmania », sur CONNECTESPORT.com, 25 juin 2020 (consulté le 25 juin 2020)
16. ↑  « La nouvelle date de la Trackmania Cup est enfin connue ! », sur Millenium (consulté le 25 juin 2020)
17. 1 2  Flamm, « La Zrt Trackmania Cup 2021 à l'AccorHotels Arena le 4 juin 2022 », sur team-aaa.com/, 15 mars 2021 (consulté le 19 mars 2021)
18. 1 2  Isabelle Thierens, « ZeratoR annonce la Trackmania Cup Online 2021 : Date, format et plus », sur dexerto.fr, 7 juin 2021 (consulté le 8 juin 2021)
19. 1 2  Lucas Jacque, « Esport - Trackmania : Gwen, Aurel et Papou remportent la ZRT Cup 2021 », sur lequipe.fr, 30 juillet 2021 (consulté le 30 juillet 2021)
20. 1 2  Corentin Parbaud, « Esport - Trackmania Cup : un grand Bercy pour finir » , sur L'Équipe, 5 juin 2022 (consulté le 5 juin 2022)
21. ↑  Maxime Pernet, « ZrT Trackmania Cup : quand un jeu vidéo de course automobile remplit Bercy », Le Monde,‎ 5 juin 2022 (lire en ligne , consulté le 5 juin 2022)
22. ↑  Paul Arrivé, « Esport-Trackmania : le duo Gwen-Affi remporte la Trackmania Cup à Bercy » , sur L'Équipe, 5 juin 2022 (consulté le 5 juin 2022)
23. ↑  « ZrT Trackmania Cup : quand un jeu vidéo de course automobile remplit Bercy », Le Monde.fr,‎ 5 juin 2022 (lire en ligne, consulté le 7 juin 2022)
24. ↑  « Esport - Trackmania Cup : un grand Bercy pour finir », sur L'Équipe (consulté le 7 juin 2022)
25. ↑  Paul Arrivé, « À l'Élysée, Emmanuel Macron félicite l'esport français et lui donne rendez-vous » , sur L'Équipe, 4 juin 2022 (consulté le 5 juin 2022)
26. 1 2  Corentin Parbaud, « Esport : Lockness remporte la ZLan, ZeratoR annonce un nouveau tournoi » , sur L'Équipe, 15 mai 2023 (consulté le 21 mai 2023)
27. 1 2  « [UP] ZRT CUP #1 KOENZ GAGNE! », sur mania-actu.com, 14 octobre 2013 (consulté le 29 mars 2017)
28. 1 2  « ZeratoR Cup #2 : CarlJr vainqueur ! », sur www.team-aaa.com, 7 mars 2015 (consulté le 29 mars 2017).
29. 1 2  « ZeratoR Cup #3 : Carl Jr vainqueur », sur www.team-aaa.com, 12 décembre 2015 (consulté le 29 mars 2017).
30. 1 2  « ZrT Cup : Le trophée pour JaviFlyer ! », sur www.team-aaa.com, 25 juin 2016 (consulté le 29 mars 2017).
31. ↑  Emmanuel Forsans, « Un Grand Rex à guichet fermé et des audiences record pour le streamer et youtubeur Zerator », sur afjv.com, 1er juillet 2016 (consulté le 17 juillet 2021)
32. ↑  « ZeratoR annonce la Trackmania Cup 5 en direct sur Eclypsia », sur www.team-aaa.com, 15 décembre 2016 (consulté le 29 mars 2017).
33. ↑  Emmanuel Forsans, « Enorme succès national pour le spectacle de jeu vidéo Trackmania Cup 2017 », sur afjv.com, 10 juillet 2017 (consulté le 17 juillet 2021)
34. ↑  « TrackMania Cup 2018 au Zenith de Toulouse », sur millenium.org, 11 mai 2018
35. ↑  Timo Verdeil, « Jeux vidéo : la Trackmania Cup 2019 va faire trembler le Zénith de Strasbourg », sur Midi libre, 6 juin 2019.
36. ↑  Paul Arrivé, « Esport : Solary remporte la ZeratoR TrackMania Cup, la prochaine édition à Bercy », L'Équipe,‎ 29 juin 2019 (lire en ligne)
37. ↑  Against All Authority- aAa, « Premier bilan en chiffres de la ZrT Trackmania Cup », sur Team aAa (consulté le 3 avril 2021)
38. ↑  « Des pics à 140 000 viewers pour la finale de la Trackmania Cup Online 2020 », sur Millenium FR (consulté le 3 avril 2021).
39. ↑  « Esport - Trackmania Cup - ZeratoR : « Tu ne peux pas débarquer à Bercy comme un amateur » », sur L'Équipe (consulté le 4 juin 2022)
40. ↑  GinnGinn, « La ZrT Trackmania Cup 2021 couronne trois nouveaux champions », sur eclypsia.com, 30 juillet 2021 (consulté le 30 juillet 2021)
41. ↑  « ZrT Trackmania Cup 2022 - Liquipedia TrackMania Wiki », sur liquipedia.net (consulté le 5 juin 2022)

## Annexe